# اودونتس
اودونتس (به چکی: Odunec) یک منطقهٔ مسکونی در جمهوری چک است که در منطقه تربیچ واقع شده‌است.
 اودونتس ۶ کیلومتر مربع مساحت و ۹۹ نفر جمعیت دارد و ۴۵۸ متر بالاتر از سطح دریا واقع شده‌است.